# Aleksandr Bekovič-Čerkasskij
Il principe Aleksandr Bekovič-Čerkasskij, (in russo Алекса́ндр Беко́вич-Черка́сский?), nato Devlet-Girei-murza (in russo Девлет-Гирей-мурза?) (Kabardia, ... – Khanato di Khiva, 1717), è stato un ufficiale dell'Impero russo di origine circassa. Guidò la prima spedizione militare russa in Asia centrale.

## Contesto
Musulmano di nascita e figlio di uno dei governanti della Kabardia, parte della Circassia, Aleksandr Bekovič-Čerkasskij si convertì al cristianesimo ed entrò nell'esercito imperiale russo, anche se le date e le circostanze di questi eventi non sono documentate. Nel 1707 fu incaricato dallo zar Pietro il Grande di studiare la navigazione in Europa occidentale. Verso la fine del 1711 Bekovič-Čerkasskij si trovava di nuovo in Russia. Fu poi inviato nella natia Kabardia, dove convinse alcuni governanti locali a sostenere lo zar russo nelle sue operazioni contro l'Impero ottomano.
Due anni dopo, un viaggiatore turkmeno giunse ad Astrachan' dove informò le autorità locali che il fiume Āmū Dariyā, che prima scorreva verso il mar Caspio, era stato deviato dai Khivani verso il lago d'Aral per estrarre sabbia aurifera dalle acque del fiume. Il principe Gagarin, che all'epoca era un governatore locale, mandò alcuni suoi inviati nel Khanato di Khiva per verificare se le notizia fosse fondata. Essi tornarono con un sacco pieno di sabbia aurifera, presumibilmente estratta dall'Āmū Dariyā, avvalorando così la notizia. Il turcomanno fu quindi portato a San Pietroburgo e lo Zar, che aveva un disperato bisogno di oro per la grande guerra del nord, fu così informato delle favolose ricchezze di Khiva. Il 14 febbraio 1716 un contingente di 7000 uomini fu posto al comando di Bekovič-Čerkasskij, esperto militare, che fu incaricato di fare rilevamenti del corso del fiume Āmū Dariyā e di riferire sulla possibilità di inviarlo verso il mar Caspio, oltre a costringere alla sottomissione il khan di Khiva, e costruire una catena di fortificazioni lungo l'Āmū Dariyā e di mandare inviati in India per stabilire un commercio diretto con l'Impero Mughal.

## La disastrosa campagna khivana
Bekovič-Čerkasskij ricevette questi ordini ad Astrachan', dove si impegnò nel lavoro di rilevamento, preparando la prima mappa del mar Caspio. Fu quindi promosso capitano e prese il comando di una spedizione preliminare in Turkmenistan. Lungo il cammino lasciò alcuni cosacchi ad allestire i forti di Krasnovodsk e di Aleksandrovskij.
Tornato ad Astrachan' nel febbraio 1717, Bekovič-Čerkasskij radunò un altro esercito e partì verso Khiva, insieme ad alcuni ingegneri e agrimensori. Molti mesi dopo, alcuni tatari tornarono portando la notizia della catastrofe che aveva colpito la spedizione. I forti appena costruiti in Turkmenistan furono subito evacuati, con notevoli perdite a causa delle intemperie e degli attacchi delle tribù turkmene.
Ciò che accadde esattamente a Bekovič-Čerkasskij non è certo. Secondo alcuni superstiti, la spedizione era arrivata a 120 km da Khiva quando fu attaccata da un esercito khivano forte di 24 000 uomini. Dopo tre giorni di sanguinosi combattimenti, i Khivani furono sconfitti. Vedendo che il nemico era molto numeroso, Bekovič-Čerkasskij capì che la diplomazia aveva maggiori possibilità di successo. Accompagnato solo da 500 dei suoi uomini, l'ufficiale russo entrò nel campo nemico per proporre le proprie condizioni. Il Khan lo accolse calorosamente e finse di arrendersi, convincendolo a distribuire l'esercito russo in cinque città diverse per facilitare il foraggiamento. I Khivani attaccarono quindi le cinque città una per una, massacrando la maggior parte dei Russi, vendendo gli altri come schiavi e giustiziando tutti gli ufficiali Russi, compreso Bekovič-Čerkasskij.
Pietro il Grande non fece nulla per vendicare la sconfitta, poiché era ancora occupato dalla grande guerra del nord e dalle ostilità con l'Impero ottomano. Per oltre un secolo l'Impero russo non intraprese altre spedizioni militari in Asia centrale.